# Maria Caniglia
Maria Caniglia (née le 5 mai 1905 à Naples - morte le 16 avril 1979 à Rome) est une soprano italienne, dont la carrière internationale fut à son apogée dans les décennies 1930 et 1940.

## Biographie
Maria Caniglia étudie le chant dans sa ville natale avec Agostino Roche, et fait ses débuts à Turin, en janvier 1930, dans le rôle de Chrysothemis dans Elektra. Des contrats s'enchaînent rapidement sur les plus grandes scènes italiennes.
Elle devient rapidement soprano dramatique vedette des années 1930 en Italie, notamment à La Scala de Milan, où elle chante de 1930 à 1951, mais aussi à l'étranger, débute à Paris en 1935, à Londres en 1937, à New York en 1938. 
Elle chante tout le répertoire italien et participe à l'exhumation d'œuvres oubliées de Gluck et Spontini, ainsi que Poliuto de Donizetti et Oberto de Verdi.
Particulièrement renommée dans Andrea Chénier et Tosca, dont elle laisse des enregistrements célèbres, aux côtés de Beniamino Gigli.
Elle était mariée à Pino Donati (1907-1975), compositeur qui fut tour à tour directeur artistique des Arènes de Vérone, du Teatro Communale de Bologne, et du Lyric Opera de Chicago.
À partir de 1960, elle se retire dans son appartement romain du quartier des Parioli où elle meurt 4 ans après son mari.

## Sources
- Roland Mancini & Jean-Jacques Rouveroux, Le guide de l'opéra, Fayard (1986)  (ISBN 2-213-01563-5)